# هافانت أند ووترلوفيل
نادي هافانت آند ووترلوفيل لكرة القدم (بالإنجليزية: Havant & Waterlooville Football Club)‏ هو نادي كرة قدم إنجليزي مقره في هافانت، هامبشاير.

## التاريخ
في يوليو 2011، لعب النادي مباراة «مرة واحدة في العمر» ضد فريق الدوري الإسباني ريال بيتيس، وخسر 7-0.